# Domenico Dragonetti
Domenico Dragonetti (Venècia, 9 d'abril de 1763 – Londres, 16 d'abril de 1846) fou un contrabaixista italià.
Va començar a tocar la guitarra, el violí i el contrabaix des de molt petit. Als 13 anys va començar a estudiar amb el mestre Michele Berini i l'any següent ja era el primer contrabaixista de l'Opera Buffa de Venècia. Als 14 anys entra a la Gran Opera de Vicenzay a continuació substitueix Berini a la capella de Sant Marcos de Venècia. A aquesta mateixa ciutat va tenir amistat amb el violinista Niccolò Mestrino amb qui va realitzar nombrosos experiments sobre l'acústica dels dos instruments i van crear capritxos i altres composicions breus.
Al 16 de setembre de 1749 va traslladar-se a Londres, on va restar cinquanta anys, després del seu debut al King’s Theatre. El 1798 va traslladar-se a Viena on va conèixer Haydn. A aquesta mateixa ciutat va conèixer el 1808 Beethoven i Sechter. A Londres toca al Ancient Concerts i a la Philarmonic Society.
A partir del 1804 participa de manera regular en tots els festivals musicals anglesos, el que li crea fama a tot Europa gràcies al treball conjunt amb el violoncel·lista Robert Lindley. Se'l considera un virtuós de l'instrument, ja que tenia una tècnica extraordinària amb l'arc. Gràcies a aquesta tècnica va desenvolupar un staccato percussivo que fins aleshores era desconegut. Va col·laborar entre d'altres amb Mendelssohn, Liszt, Rossini i Paganini.
La fama també li va proporcionar riquesa, ja que se li pagava el doble o inclús el triple que als altres músics. Col·leccionava instruments musicals, pintures i antiguitats. Entre les seves composicions hem de senyalar vuit concerts, més de trenta quintets per a cordes i contrabaix, nombroses composicions per contrabaix solista o amb acompanyament d'orquestra o piano.

## Primers anys, El període 1763-1794 a Venècia
Dragonetti va néixer a Venècia, fill de Pietro Dragonetti, un barber i amant de la música, i Caterina Calegari. Va començar a tocar la guitarra i el contrabaix pel seu compte utilitzant les eines del seu pare. Doretti, violinista i compositor va notar el seu talent i ho va contractar per mostrar-ho en l'exhibició pública de Venècia.
A l'edat de dotze anys va ser portat sota la tutela de Bernini, el millor professor de contrabaix a Venècia, que va decidir només després d'onze lliçons que l'alumne ja estava prou preparat. Als tretze anys, va ser nomenat contrabaixista principal en l'òpera còmica de Venècia. Als catorze anys, va ser nomenat baix principal de la Gran Obra del Teatre de San Benedetto.
Quan tenia divuit anys, a Treviso, va passar a formar part del quartet de Tommasini. Morosini, procurador de San Marco, va sol·licitar una audiència perquè entrés en la Capella de Sant Marc, on va ser admès el 1784.Hi va romandre fins al 13 de setembre 1787 com l'últim dels cinc contrabaixos de la capella, amb un ingrés anual de 25 ducats.
El tsar li va oferir una gran oferta de treball. Ell sabia que el salari s'havia elevat a Venècia, i va començar a treballar sol. Va obtenir també la direcció d'un festival de música celebrat per la visita de catorze reis que estaven de visita a la República de Venècia. Va ser particularment apreciat per la reina de Nàpols.
Va ser contractat pel Gran Teatre Òpera a Vicenza. S'hi va comprar un baix de Gaspar de Salo, que es va mantenir per les Germanes Benedictines del Monestir de San Pietro di Vicenza, aquest baix és ara part de la col·lecció de la Basílica de Sant Marc.
El tsar li va oferir un nou lloc. Se li va concedir una llicència d'un any, que va ser ampliada a tres anys, per tocar en el Teatre Reial de Londres. Però ja no podia tornar a Venècia fins a 1814, a causa de l'ocupació francesa.

## Vida i mort a Londres 1794 -1846
Va sortir de Venècia el 16 de setembre de 1794. Va començar a treballar en el King's Theatre el 20 d'octubre de 1794 i va ser part de l'orquestra de l'òpera Zenobia in Palmira, dirigida per Giovanni Paisiello, el 20 de desembre de 1794.
Se les hi va arreglar per establir-se a Londres, i va formar part del cercle íntim del príncep consort i el duc de Leinster. En el seu període a Londres, entre 1816 i 1842, va donar quaranta-sis concerts amb la Filharmònica de Londres.
Dragonetti va morir a Leicester Square, a l'edat de vuitanta-tres, el 16 d'abril de 1846. El 23 d'abril de 1846 va ser enterrat a l'Església Catòlica de Santa Maria a Moorfields, i després va ser transportat al cementiri catòlic de Wembley en 1889.

## Viatges a Viena
El 1791-1792, Joseph Haydn s'estava a Anglaterra gràcies a una oferta lucrativa de l'empresari alemany Johann Peter Salomon, que li va permetre visitar Anglaterra i conduir noves simfonies amb les grans orquestres de Londres. Tenia molt èxit i hi va escriure algunes de les seves obres més conegudes. Així que va organitzar un altre viatge en 1794-1795. En aquesta segona ocasió, Haydn va conèixer Dragonetti, que es va convertir en gran amic seu, i el va convidar a Viena el 1799. Va ser llavors quan va conèixer Beethoven en una trobada famosa.
Gràcies a aquests amics va fer una curta estada a Viena el 1808-1809, on va treballar amb Sechter Simon, que va ser organista de la cort en 1824, i professor en el Conservatori de Viena el 1851. El 1813 va tornar a Viena a tocar el contrabaix per Beethoven en la famosa Setena Simfonia.

## Obres
Fins i tot quan se'n va anar de Venècia, va compondre moltes obres, que van ser venudes a col·leccionistes, però moltes han desaparegut. Actualment es pot trobar una bona part a la Biblioteca Britànica:
- Adagi i Rondo en La major per a contrabaix i orquestra.
- Andante i Rondo per a contrabaix i corda.
- Concert en La major per a contrabaix i orquestra.
- Concert n. 5 en La major, per a contrabaix i orquestra.
- Gran Allegro.
- Gran Allegro per a contrabaix i piano.
- Minuet per a contrabaix i piano (Allegro).
- Obres per a contrabaix i piano.
- Sonata per a contrabaix i piano.
- Allegretto per a contrabaix i piano.
- Solo en mi menor per a contrabaix i piano.
- Adagi i Rondo en els principals per a contrabaix i piano.
- Concert en Sol major (Andante, Alegretto) per a contrabaix i orquestra.
- Serenata per a piano i instruments de corda.
- Solo en Re major per a contrabaix i piano.
- Com una peça de concert.
- 12 valsos per a contrabaix.